# جوني أوكونيل
جوني أوكونيل (بالإنجليزية: Johnny O'Connell)‏ هو سائق سيارة سباق أمريكي، ولد في 24 يوليو 1962 في بكبسي في الولايات المتحدة.

## وصلات خارجية
- الموقع الرسمي
- جوني أوكونيل على موقع Racing-Reference.info (الإنجليزية)
- جوني أوكونيل على موقع DriverDB.com (الإنجليزية)